# مسابقات ورزش‌های آبی اروپا ۱۹۶۶
مسابقات ورزش‌های آبی اروپا ۱۹۶۶ از ۲۰ تا ۲۷ آگوست ۱۹۶۶ در شهر اوترخت، هلند برگزار شده است.

## جدول مدال‌ها
میزبان 
| رتبه  | کشور               | طلا | نقره | برنز | مجموع |
| ۱     | اتحاد جماهیر شوروی | ۱۲  | ۷    | ۵    | ۲۴    |
| ۲     | آلمان شرقی         | ۴   | ۶    | ۵    | ۱۵    |
| ۳     | هلند               | ۳   | ۱    | ۱    | ۵     |
| ۴     | فرانسه             | ۲   | ۰    | ۱    | ۳     |
| ۵     | بریتانیای کبیر     | ۱   | ۳    | ۳    | ۷     |
| ۶     | ایتالیا            | ۱   | ۰    | ۱    | ۲     |
| ۷     | سوئد               | ۰   | ۲    | ۲    | ۴     |
| ۸     | مجارستان           | ۰   | ۱    | ۱    | ۲     |
| ۹     | اتریش              | ۰   | ۱    | ۰    | ۱     |
| ۹     | اسپانیا            | ۰   | ۱    | ۰    | ۱     |
| ۹     | آلمان غربی         | ۰   | ۱    | ۰    | ۱     |
| ۱۲    | فنلاند             | ۰   | ۰    | ۱    | ۱     |
| ۱۲    | لهستان             | ۰   | ۰    | ۱    | ۱     |
| ۱۲    | رومانی             | ۰   | ۰    | ۱    | ۱     |
| ۱۲    | یوگسلاوی           | ۰   | ۰    | ۱    | ۱     |
| مجموع | مجموع              | ۲۳  | ۲۳   | ۲۳   | ۶۹    |